# Dnieprzański Uniwersytet Narodowy im. Ołesia Honczara
Dnieprzański Uniwersytet Narodowy im. Ołesia Honczara (ukr. Дніпровський національний університет імені Олеся Гончара, ДНУ ім. О.Гончара) – ukraińska szkoła wyższa w Dnieprze, jeden z najstarszych ośrodków oświatowych w mieście. Kształcenie prowadzone jest w 69 specjalnościach na 20 fakultetach.

## Historia
W maju 1918 został założony Katerynosławski Uniwersytet (ukr. Катеринославський університет). W 1920 roku, w związku z reorganizacją systemu edukacyjnego na Ukrainie uczelnia została reorganizowana na Instytut Edukacji Narodowej (ukr. Інститут народної освіти), która istniała do przywrócenia sieci Uniwersytetów w Ukraińskiej SRR na początku 1933 roku, po czym została przywrócona nazwa Dniepropetrowski Uniwersytet Państwowy (ukr. Дніпропетровський державний університет). 11 września 2000 uczelnia została przemianowana w Dniepropetrowski Uniwersytet Narodowy, a 25 czerwca 2008 roku otrzymała imię Ołesia Honczara, który był jednym z najwybitniejszych absolwentów Uniwersytetu. W 2016 roku, w związku ze zmianą nazwy miasta, uczelnia otrzymała obecną nazwę.